# Агнеса Антіохійська
Агнеса Шатільонська, Анна Антіохійська (нар. 1154, пом. 1184) — антіохійська принцеса, донька правителів Антіохії Констанції та Ренальда Шатільйонських.
Королева Угорщини в 1172—1184 роках як перша дружина Бели III. В Угорщині королева носила ім'я Анна.
Випадкове відкриття її непошкодженої могили під час весни народів стало приводом для патріотичних маніфестацій. Анна Антіохійська — єдина королева Угорщини XII століття, чиї останки були досліджені вченими і реконструйована її зовнішність.

## Біографія

### Походження
Анна була дочкою від другого шлюбу Констанції, принцеси Антіохії, та французького лицаря Ренальда де Шатільйона. По матері Анна була нащадкою нормандських князів Апулії та Калабрії, королів Франції, королів Єрусалиму та правителів Вірменії та Кілікії, тоді як по батькові вона була пов'язана з бургундськими родинами Шатійон-сюр-Луан (тепер Шатійон-Коліньї), Жіан-сюр-Луар, Семур-ан-Бріонне та Бурбон-Лансі.
Точна дата народження та оригінальне ім'я Анни невідомі. Передбачається, що вона народилася незабаром після того, як її батьки таємно одружилися до травня 1153 року. Найпоширенішою датою народження Анни в літературі є 1154 рік.
Під час хрещення антіохійська принцеса, ймовірно, отримала ім'я Агнеса.

### Перебування при дворі Імперії ромеїв
Після смерті матері, під час кількарічного перебування батька в полоні, Агнеса покинула Антіохію та опинилася в Константинополі, де зупинилася при дворі своєї старшої зведеної сестри Марії Антіохійської, дружини імператора Мануїла I.

### Шлюб
У Константинополі Агнеса вийшла заміж за угорського принца, вихованого при імператорському дворі цезаря — Олексія, який у 1172 році успадкував трон Угорщини як Бела III. Дата весілля Агнеси та Олексія невідома. Найраніше це могло статися близько 1168 року, а найпізніше — 1172 року. У літературі на цю тему є ще дві точні дати весілля антіохійської принцеси Агнеси з цезарем Олексієм — вересень 1169 року і березень 1171 року.
Ймовірно, при дворі сестри Агнеса прийняла нове ім'я. В угорських документах вона завжди фігурувала як Анна.

### Коронація

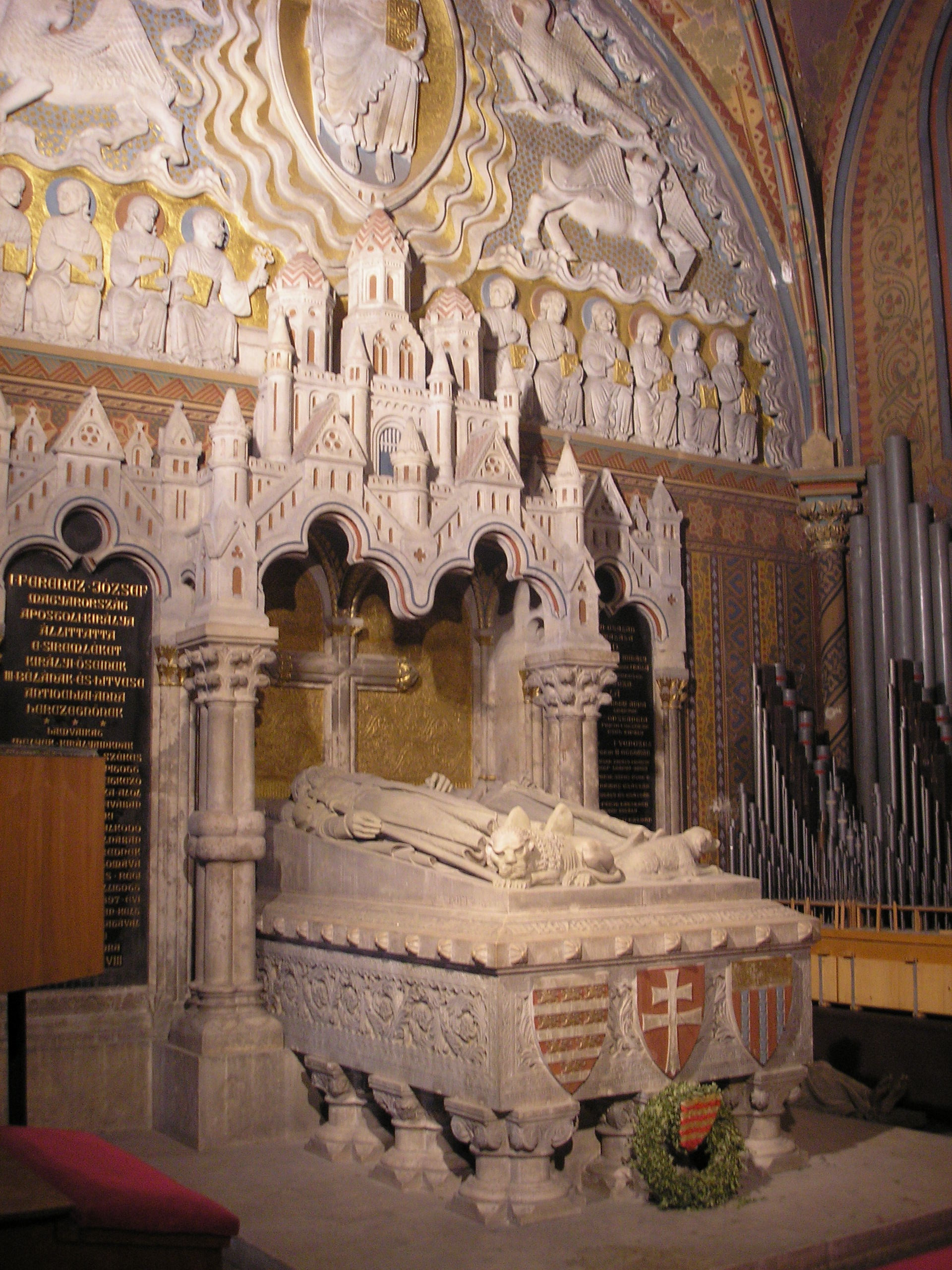
Саркофаг Анни та її чоловіка XIX століття в церкві Матяша в Будапешті

У 1173 році Анна Антіохійська була коронована королевою Угорщини в базиліці св. Стефана в Секешфегерварі. Можливо, corona graeca (грецька корона), яка була невіддільною частиною пізнішої корони св. Іштвана, була виготовлена в Угорщині для Анни як переробка столітньої візантійської діадеми Гези I, ставши короною королеви.

### Діяльність
Анні Антіохійській та її придворному оточенню в Угорському королівстві приписують вплив на поширення французьких культурних моделей.
Діяльність королеви Анни також пов'язана з привезенням до Угорщини перших монахів-цистерціанців з Бургундії. Завдяки родинним зв'язкам королева змогла підтримувати контакти з бургундськими цистерціанцями. Перші цистерціанські монастирі в Угорщині, засновані в 1182 році, були філіями трьох цистерціанських абатств, розташованих поблизу Понтіньї, а навколишні маєтки належали родині Донца, з якої походила Анна.

### Нащадки
Королева народила принаймні шістьох дітей, відомих за іменами, з яких двоє синів Емріх та Андрій II стали королями Угорщини, дочка Маргарита вийшла заміж за імператора ромеїв, а дочка Констанція стала королевою Богемії.
Анна Антіохійська була родоначальницею всіх наступних Арпадів, що сиділи на угорському троні, а також угорських Кунегарди та Йоленти, які вийшли заміж за П'ястів. Королі Богемії з родин Пржемисловичів, Люксембургів і Габсбургів, рахуючи від Вацлава I, і королі Польщі з династій П'ястів, Анжуйців, Ягеллонів і Ваз, починаючи з Казимира ІІІ Великого, походили від Анни.

### Смерть
Дата смерті королеви Анни не зафіксована в джерелах, але припускають, що вона померла в 1184 році, хоча не можна виключати дещо ранішу дату.

## Поховання

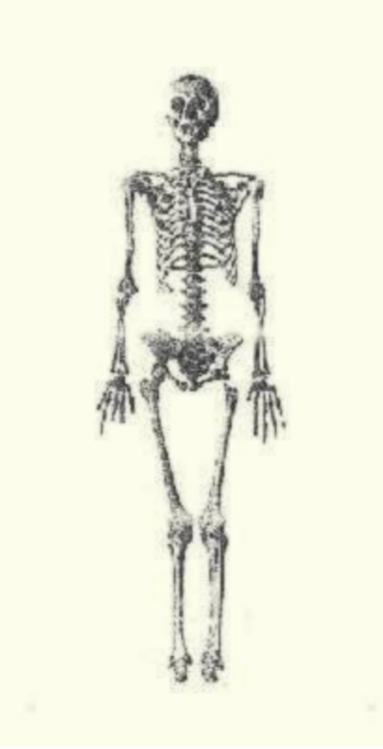
Скелет Анни в анатомічному порядку

Королеву Анну поховали в храмі св. Стефана в Секешфегерварі (пізніше собор Богоматері). Її могилу знайшли в грудні 1848 року під час земляних робіт біля собору.
У жовтні 1898 року відбулося урочисте перепоховання королівського подружжя. Останки були поміщені в церкві Пресвятої Діви Марії (так звана церква Матяша) у Будапешті в новому саркофазі з фігурами мертвих.

### Відкриття могили
У грудні 1848 року робітники несподівано натрапили на борт кам'яного саркофага, в якому знаходилися останки жінки, золоті вироби (корона і перстень) і тканини, в тому числі фрагменти головного убору (ажурна вуаль або сітка для волосся і прикраси з коси у вигляді розеток). Поруч із першим саркофагом виявлено й інші цілі поховання.
Здійснюючи стилістичний аналіз артефактів, знайдених у могилах, і спираючись на результати архівних досліджень, Янош Ерді ідентифікував два скелети з королівськими знаками як трупи Бели III та Анни Антіохійської. 1898 року їхні останки перенесли до церкви Матяша в Будапешті.

### Експертиза останків
У січні 1967 року під час консерваційних робіт, проведених у церкві Матіяша, була відкрита гробниця Анни Антіохійської та Бели III. Антропологи та медичні експерти оцінили кістковий вік королеви Анни на момент її смерті приблизно в 35 років, а її зріст — близько 161 см. Були багаторазові пологи, дуже серйозний дефіцит мінералів у маточці.
У 1977 році Карой Арпас реконструював зовнішність королеви Анни на основі зробленого в той час зліпка черепа.
З нагоди повторного відкриття гробниці в листопаді 1984 року останки Анни Антіохійської були повторно досліджені. Кістковий вік королеви оцінювався як старший — близько 38, максимум до 42 років. Швидке старіння тіла Анни Антіохійської пояснювалося особистими особливостями, і перш за все запущеним остеопорозом. Стан королеви погіршувала багатоплідна вагітність під час десятирічного шлюбу.